# Prospodium singeri
Prospodium singeri är en svampart som beskrevs av Petr. 1957. Prospodium singeri ingår i släktet Prospodium och familjen Uropyxidaceae.   Inga underarter finns listade i Catalogue of Life.